# Отани, Мио
Мио Отани (яп. 大谷 未央 Отани Мио, род. 5 мая 1979, Кока) — японская футболистка, нападающий. Участница чемпионатов мира 2003 и 2007 годов.
Автор хет-трика в ворота сборной Аргентины на чемпионате мира 2003 года.
В 2004 году входила в состав сборной на Олимпиаде в Афинах.
После завершения карьеры работала тренером с различными школьными командами.
По состоянию на 2011 год владела национальным рекордом по количеству забитых мячей за клуб.

## Достижения
Тасаки Перуле:
- Чемпионка Японии: 2003
- Обладательница Кубка Японии: 1999, 2002, 2003, 2006